# Погонич санта-геленський
Погонич санта-геленський (Zapornia astrictocarpus) — вимерлий вид журавлеподібних птахів родини пастушкових (Rallidae). Був поширений на острові Святої Єлени на півдні Атлантичного океану та зник на початку 16 століття.
Вид відомий лише з субфосильних решток, що виявлені у 1973 році у долині Просперус-Бей-Плейн. Автор таксона Сторрс Лавджой Олсон висловив припущення, що погонич санта-геленський є похідним від погонича-крихітки (Zapornia pusilla), який є зичайним птахом у Європі та Африці. Оскільки на острові Святої Єлени не було хижаків, він втратив здатність літати. Однак, коли Свята Єлена була колонізована приблизно в 1502 році, поселенці привезли на острів багато ссавців, що призвело до витіснення конкуренції та остаточного зникнення цього виду.